# 사토 유카리 (가수)
사토 유카리(佐藤 由加理, 1988년 11월 22일 ~ )는 일본의 여성 아이돌 그룹 SDN48, AKB48의 전 멤버이며, 가수, 배우, 모델로서 활동한다. 시즈오카현 출신. 전 게이에이 프로덕션 소속.

## 친구
- 마에다 아츠코, 다카하시 미나미

## 출연

### 드라마
- 마지스카 학원

## 음반

### 참가 작품
- One Luv.〜Summer〜 (2012년 8월 1일) - Clef feat. 사토 유카리 명의
  - 「One Luv.〜Summer〜 feat. 사토 유카리」 참가